# Лопатівська сільська рада
Лопа́тівська сільська́ ра́да — адміністративно-територіальна одиниця та орган місцевого самоврядування в Сокирянському районі Чернівецької області. Адміністративний центр — село Лопатів .

## Загальні відомості
- Населення ради: 590 осіб (станом на 2001 рік)

## Населені пункти
Сільській раді підпорядковані населені пункти:
- с. Лопатів
- с. Покровка

## Склад ради
Рада складалася з 12 депутатів та голови.
- Голова ради: Якубенко Григорій Іванович
- Секретар ради: Кулик Ганна Василівна

### Керівний склад попередніх скликань
| Прізвище, ім'я, по батькові | Основні відомості                                                             | Дата обрання | Дата звільнення |
| --------------------------- | ----------------------------------------------------------------------------- | ------------ | --------------- |
| Якубенко Григорій Іванович  | Сільський голова, 1952 року народження, освіта незакінчена вища, безпартійний | 26.03.2006   | 31.10.2010      |
| Якубенко Григорій Іванович  | Сільський голова, 1952 року народження, освіта незакінчена вища, безпартійний | 31.10.2010   |                 |

Примітка: таблиця складена за даними сайту Верховної Ради України

### Депутати
За результатами місцевих виборів 2010 року депутатами ради стали:

#### За суб'єктами висування
| Суб'єкт висування                                       | Кількість обраних депутатів | %  |
| ------------------------------------------------------- | --------------------------- | -- |
| Самовисування                                           | 9                           | 75 |
| Політична партія Всеукраїнське об'єднання «Батьківщина» | 3                           | 25 |

#### За округами
| № округу                                                | Прізвище, ім'я, по батькові  | Дата визнання обраним | Освіта  | Партійна приналежність                        | Відомості про обраного депутата                          |
| ------------------------------------------------------- | ---------------------------- | --------------------- | ------- | --------------------------------------------- | -------------------------------------------------------- |
| Політична партія Всеукраїнське об'єднання «Батьківщина» |                              |                       |         |                                               |                                                          |
| 5                                                       | Сливка Людмила Василівна     | 09.11.2010            | середня | член Всеукраїнського об'єднання «Батьківщина» | Сокирянський територіальний центр, соціальний працівник  |
| 6                                                       | Крікова Тетяна Олександрівна | 09.11.2010            | середня | член Всеукраїнського об'єднання «Батьківщина» | тимчасово не працює                                      |
| 12                                                      | Голяк Галина Іванівна        | 09.11.2010            | середня | член Всеукраїнського об'єднання «Батьківщина» | Покровський фельдшерсько-акушерський пункт, медпрацівник |
| Самовисування                                           |                              |                       |         |                                               |                                                          |
| 1                                                       | Олійник Ніна Іванівна        | 09.11.2010            | середня | позапартійна                                  | Лопатівський НВК, помічник вихователя                    |
| 2                                                       | Лєснік Святослав Васильович  | 09.11.2010            | середня | позапартійний                                 | приватний підприємець                                    |
| 3                                                       | Андронік Анатолій Васильович | 09.11.2010            | середня | позапартійний                                 | тимчасово не працює                                      |
| 4                                                       | Сливка Віктор Григорович     | 09.11.2010            | середня | позапартійний                                 | тимчасово не працює                                      |
| 7                                                       | Ткач Марія Іллівна           | 09.11.2010            | середня | позапартійна                                  | Лопатівський НВК, сторож                                 |
| 8                                                       | Кущук Надія Григорівна       | 09.11.2010            | середня | позапартійна                                  | Лопатівська сільська бібліотека, бібліотекар             |
| 9                                                       | Кулик Ганна Василівна        | 09.11.2010            | середня | позапартійна                                  | Лопатівська сільська рада, секретар виконкому            |
| 10                                                      | Куца Світлана Василівна      | 09.11.2010            | середня | позапартійна                                  | Лопатівська сільська рада, соціальний працівник          |
| 11                                                      | Гончар Володимир Григорович  | 09.11.2010            | середня | позапартійний                                 | тимчасово не працює                                      |